# Anna Zdziarkówna
Anna Zdziarkówna (ur. 1891, zm. po 1963) – działaczka bibliotekarka, ruchu muzycznego, sekretarka katowickiego oddziału Związku Śląskich Kół Śpiewaczych.

## Życiorys
Aktywnie włączyła się w propolską działalność w czasie plebiscytu na Górnym Śląsku.
Była bibliotekarką w Katowicach.
W 1920 brała udział w Walnym Zjeździe Związku Śląskich Kół Śpiewaczych. W 1929 była jedną z pierwszych ofiarodawczyń na pomnik Stanisława Moniuszki w Katowicach. Była też członkinią honorową katowickiego Towarzystwa Śpiewu „Halka”.
W 1927 została wybrana do zarządu katowickiego koła Polskiego Związku Pracowników Przemysłowych, Biurowych i Handlowych. Była też delegatką na zjazd przedstawicieli tegoż związku w 1927.
W 1933 została wyróżniona Odznaką III stopnia Zjednoczenia Polskich Związków Śpiewaczych i Muzycznych. W 1946 otrzymała Srebrny Krzyż Zasługi w uznaniu zasług dla pożytku Rzeczypospolitej Polskiej w dziele pracy organizacyjnej przy utworzeniu administracji państwowej i samorządu, uruchomieniu uczelni i odbudowie demokratycznej państwowości polskiej na ziemiach województwa Śląsko-Dąbrowskiego.